# 山田猪三郎

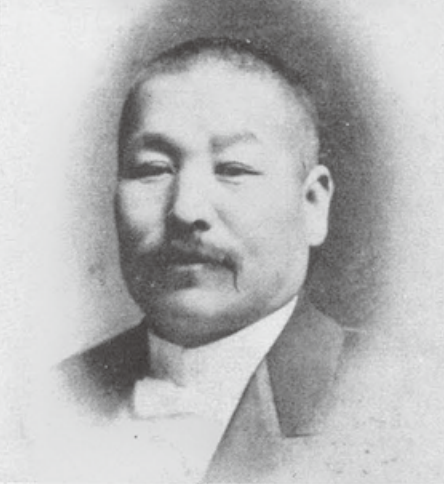
山田猪三郎

山田 猪三郎（やまだ いさぶろう、文久3年12月1日（1864年1月9日） - 大正2年（1913年）4月8日）は、日本の飛行船のパイオニアである。1910年9月8日に国産飛行船、山田式1号飛行船で自由飛行に成功した。

## 経歴
紀伊国（現・和歌山県）和歌山城下（現和歌山市）で和歌山藩士の家に生まれた。
1886年に和歌山県沖で多くの遭難者を出したノルマントン号事件を受けて救命具の開発を志し、1888年に大阪へ出て、外国人についてゴムの性質や製造法を学んだ。1892年に上京し救命浮輪の製作を始め、1894年には東京・大崎に気球製作所（後に大田区北糀谷の現在地に移転）を創業。
救命具から軍用気球の製作に転じて、陸軍の工兵会議の援助を得て、1900年2月に山田式気球の特許（第4164号）を取得。山田式気球は日露戦争で敵の偵察や弾着観測などに用いられた。
1909年、アメリカ人チャールズ・ケニー・ハミルトンが飛行船の公開飛行を行ったのを受けて飛行船の研究を始め、1910年9月8日に50馬力のエンジンをつけた、山田式1号飛行船で自由飛行に成功した。さらに改良した山田式2号飛行船は1911年2月7日に初飛行し、翌2月8日に大崎から青山練兵場（現明治神宮外苑）まで自由飛行に成功した。2月23日に2号飛行船が係留中に強風で破壊されたが、3号飛行船を製作し7月1日初飛行させた。1911年9月17日、大崎から帝都訪問飛行を行い20kmの周回飛行を行った。中国から飛行船の発注があり、販売のため中国大陸に渡ったが、悪天候で飛行船が破損するなどの不運に見舞われ、失意の内に帰国。帰国する船上で病を患い、1913年に51歳で死去した。
1929年、慶應義塾塾長や文部大臣を務めた和歌山出身の鎌田栄吉らにより、和歌山市和歌浦の高津子山に顕彰碑が建立された。2010年に顕彰会が発足し、猪三郎の没後100周年記念事業として市民に寄付を呼び掛け、土台の劣化が進んでいた顕彰碑の耐震補強工事を実施。慰霊祭を執り行い、伝記本『山田猪三郎物語』を出版した。
2016年、国際航空連盟の国際気球委員会の総会で、日本航空界の先覚者としての功績が認められ殿堂入りを果たした。殿堂入りを記念し、アメリカ合衆国ニューメキシコ州アルバカーキの気球博物館には、顕彰会が寄贈した伝記本や山田式飛行船のミニチュアモデルなどが展示されている。